# Microsoft Bob
Microsoft Bob var en mjukvaruprodukt som utvecklades av Microsoft, som släpptes i mars 1995 och lades ned 1996. Bob var avsett att fungera som ett användarvänligt alternativ till Programhanteraren i Windows 3.1, Windows 95 och Windows NT. Programmet hade olika skärmar med "bostadsmiljö" där användaren på ett enkelt sätt kunde hitta och leta efter ikoner eller filer. En tecknad hund vid namn Rover hjälpte användaren via olika pratbubblor. Microsoft Bob blev ingen stor hit och var kritiserad av användare. Bob lades ned redan 1996 på grund av detta.  